# Kymatik
Der Begriff Kymatik wurde von dem Schweizer Naturforscher Hans Jenny für die Visualisierung von Klängen und Wellen geprägt. Das Wort ist vom altgriechischen κῦμα für Welle abgeleitet. Im Englischen hat sich die Bezeichnung Cymatics eingebürgert.
Ausgehend von Arbeiten Galileo Galileis, Robert Hookes und besonders von Ernst Florens Friedrich Chladni entwickelte Jenny durch systematisches Variieren der Parameter die Technik zum bildgebenden Verfahren von Klängen weiter.
Ein einfaches Verfahren besteht darin, eine Platte (z. B. Glas oder Blech) mit einem feinen Pulver (z. B. Ruß oder Blütenpollen) gleichmäßig zu bestreuen und durch Anstreichen mit einem Geigenbogen in Schwingungen zu versetzen. Die sich bildenden Muster werden Chladnische Klangfiguren genannt. Heutzutage werden Lautsprecher eingesetzt und durch geschickte Beleuchtung und Einsatz von Videotechnik können auch Schwingungen in Flüssigkeiten visualisiert werden.